# Hato (Kolumbia)
Hato – miasto w Kolumbii, w departamencie Santander.